# The Astronomical Journal
The Astronomical Journal är en månatligt utkommande vetenskaplig tidskrift som ägs av American Astronomical Society.
Tidskriften började utges 1849 av Benjamin A. Gould. Utgivningen upphörde 1861 på grund av amerikanska inbördeskriget, men återupptogs 1885. År 1941 överfördes ansvaret för tidskriften till det astronomiska sällskapet.

## Redaktörer
- 1849–1861, 1885–1896 Benjamin A. Gould
- 1896–1909 Seth Carlo Chandler
- 1909–1912 Lewis Boss
- 1912–1941 Benjamin Boss
- 1941–1959 Dirk Brouwer
- 1959–1963 Dirk Brouwer och Harlan James Smith
- 1963–1965 Dirk Brouwer
- 1965–1966 Dirk Brouwer och Gerald Maurice Clemence
- 1966–1967 Gerald Maurice Clemence
- 1967–1974 Lodewijk Woltjer
- 1975–1979 Norman H. Baker och L.B. Lucy
- 1980–1983 Norman H. Baker
- 1984–2004 Paul W. Hodge
- 2005–2015 John Gallagher III
- 2016– Ethan Vishniac